# Paparazzi (píseň, Lady Gaga)
Paparazzi je píseň americké popové zpěvačky-skladatelky Lady GaGa. Píseň pochází z jejího debutového alba The Fame. Produkce se ujal producent Rob Fusari. Píseň má parodii nazvanou Tata zvraci od Rudy z Ostravy a Yettyho.

## Hudební příčky
| Období (2009)          | Max. příčka |
| ---------------------- | ----------- |
| Austrálie              | 2           |
| Rakousko               | 3           |
| Kanada                 | 3           |
| Francie                | 6           |
| Německo                | 1           |
| Irsko                  | 4           |
| Nový Zéland            | 6           |
| Švýcarsko              | 4           |
| Velká Británie         | 4           |
| U.S. Billboard Hot 100 | 6           |

| "Sexy Bitch" od David Guetta featuring Akon | Německé #1 hity 16. října~23. října 2009 | "Bodies" od Robbie Williams |